# NGC 7360
NGC 7360 је спирална галаксија у сазвежђу Пегаз која се налази на NGC листи објеката дубоког неба.
Деклинација објекта је + 4° 9' 7" а ректасцензија 22h 43m 34,1s. Привидна величина (магнитуда) објекта NGC 7360 износи 13,8 а фотографска магнитуда 14,6. NGC 7360 је још познат и под ознакама UGC 12167, MCG 1-58-1, CGCG 404-36, CGCG 405-2, PGC 69591.